# Földi Janka
Földi Janka (Biharpüspöki, 1918. szeptember 15. – ?) erdélyi magyar író.

## Életútja
Nagyváradon érettségizett, majd visszatért falujába. A helyi sajtóban megjelenő versei és egyéb írásai paraszti valóság és misztikum tükrözései. Bihari Sándor Kádár Kata című balladisztikus daljátékának librettóját írta (nyomtatásban is megjelent 1956-ban, Bene József illusztrációival). Paraszttémájú nemzedék-regénye kéziratban.